# Las Incantadas

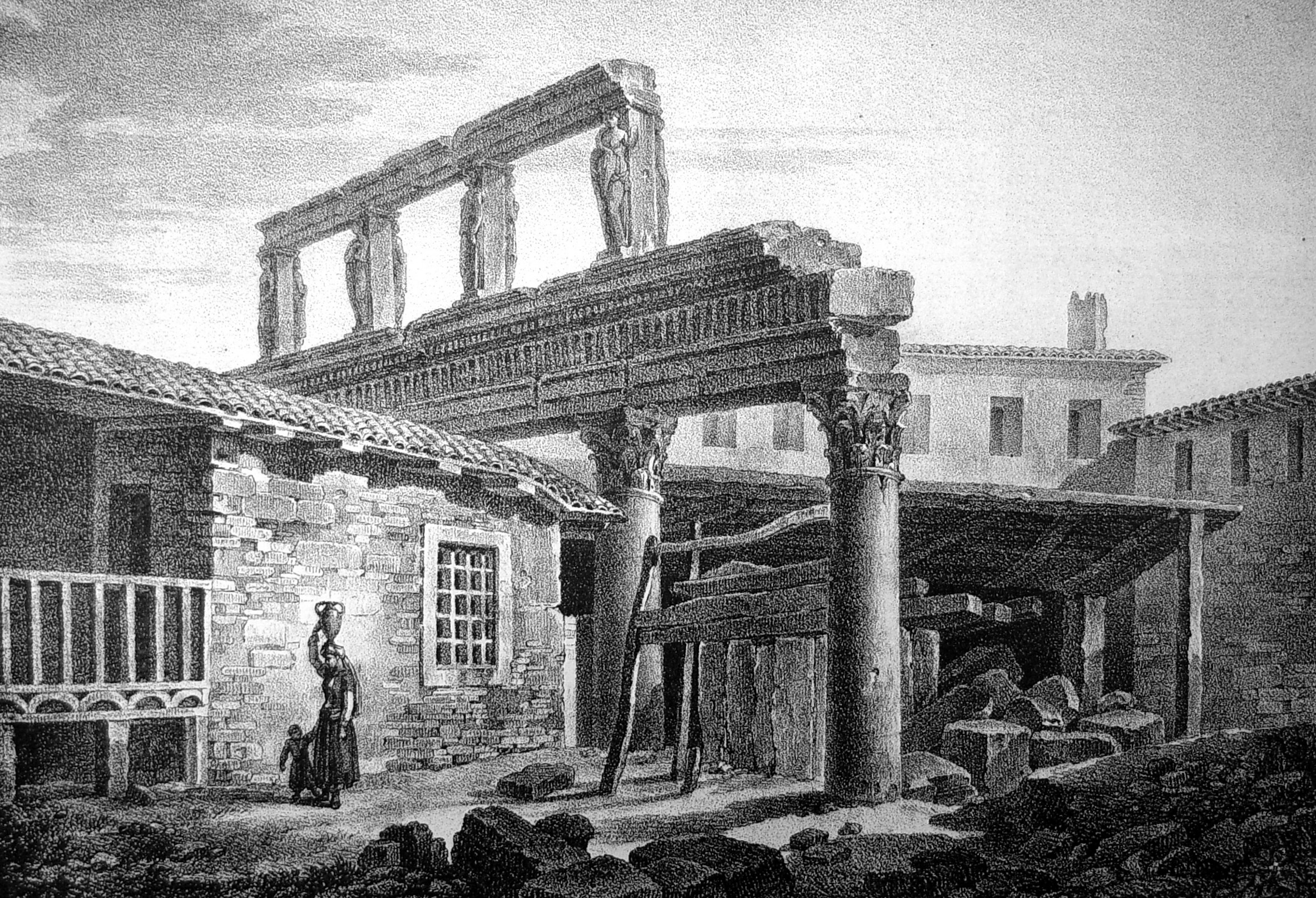
Dibujo de la columnata de "las Incantadas" en 1831.

Las Incantadas  (en griego: Μαγεμένες της Θεσσαλονίκης o Λας Ινκαντάδας, que significa las ‘encantadas’) es un grupo de esculturas romanas de un pórtico que data del siglo II d. C. y que adornaba el Foro romano de Salónica en el norte de Grecia Según las descripciones de los viajeros, constaba de cinco columnas corintias, cuatro de ellas con esculturas bilaterales en cada pilar superior. Las esculturas fueron retiradas en 1864 por el paleólogo francés Emmanuel Miller y colocadas en el museo del Louvre en Francia, mientras que el resto del edificio se derrumbó y quedó destruido. A finales del siglo XX se descubrió en la ciudad un fragmento de un quinto pilar perdido.  
Grecia quiere la devolución de las esculturas, aunque con escaso éxito. En 2015, se fabricaron copias fieles de los cuatro pilares, que se exponen desde entonces en el museo arqueológico de la ciudad. Cuando se expusieron por primera vez ese año, era la primera vez en más de ciento cincuenta años que la ciudad volvía a ver las esculturas encantadas de alguna forma.

## Nombre
Se desconoce el nombre que recibió la columnata en la Antigüedad. Durante el periodo otomano, el monumento era conocido por varios nombres. En griego se llamaba Magemenes ("encantadas"), mientras que en judeoespañol hablado por la comunidad sefardí era Las Incantadas, que significa lo mismo. Los habitantes turcos de la ciudad la apodaban Sureth Maleh (Formas de ángel),  mientras que otros nombres son pórtico de los ídolos, o Goetria (es mencionada como Goetria la Incantada por Stuart y Revett en 1754). En tiempos modernos se las conoce como las Cariátides de Salónica,  y también Mármoles de Elgin de Salónica  basándose en su retirada en 1864, similar a la de las esculturas del Partenón que fueron retiradas por el escocés Thomas Bruce Elgin a principios del mismo siglo.

## Ubicación
Se cree que el pórtico estaba situado en el barrio judío de Rogos (zona en torno a la actual calle Chalkeon, junto a la iglesia del mismo nombre), detrás de los Baños del Paraíso (Hamam Bey), cerca del Foro romano. El hecho de que tuviera estatuas a ambos lados significa que el uso del edificio estaba destinado a ambas partes. Se han hecho varias suposiciones sobre su uso, es muy probable que fuera la entrada al mercado romano, o que fuera una frontera divisoria entre la palestra y la plataforma, o incluso propileos del hipódromo.
En un plano topográfico de Ernest Hébrard, que participó en la reconstrucción de Salónica tras el Gran incendio de 1917, se señalaba su ubicación en la zona más amplia detrás de los baños de Haman Bey.

## Historia

### Primeras descripciones

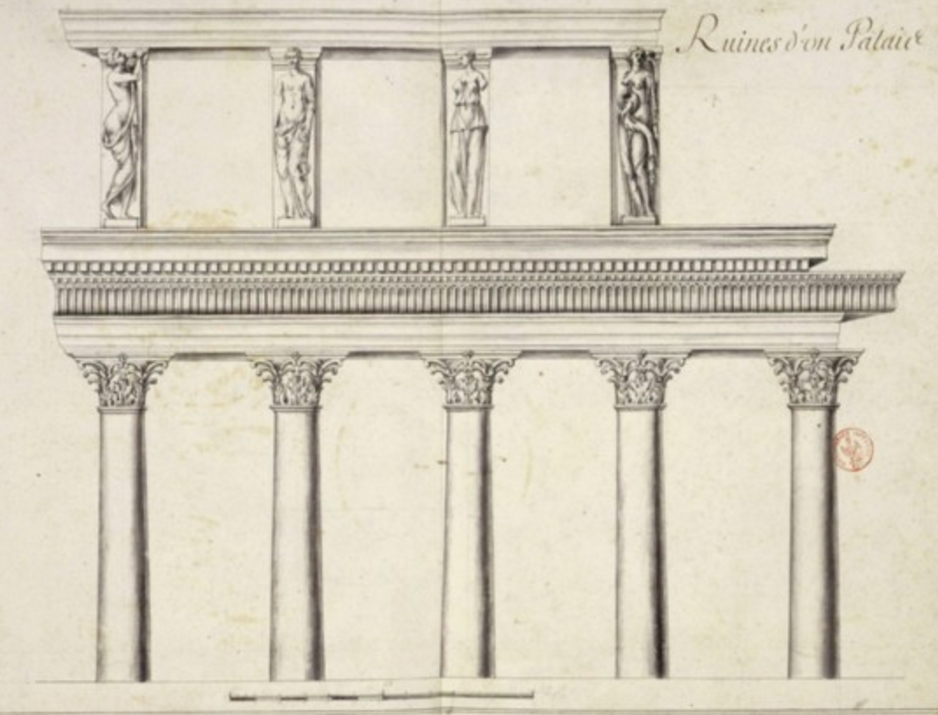
Primera representación de Étienne Gravier d'Ortières, 1685.

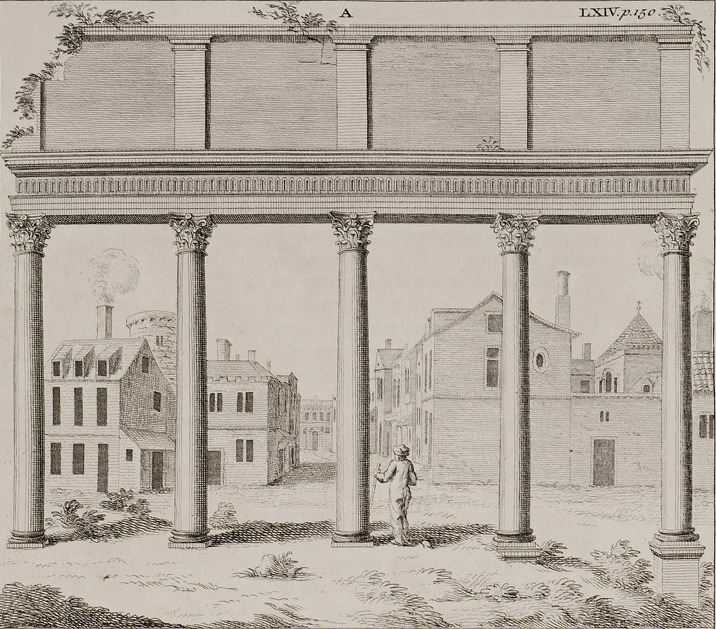
Grabado de Pococke, 1745.

La referencia más antigua a Las Incantadas procede del viajero italiano Ciriaco de Ancona en 1431, poco después del sitio de Tesalónica a manos de los otomanos. Lo describió brevemente como un templo demolido de Artemisa en el que se representaban figuras de dioses.
La primera representación del pórtico fue realizada entre 1685 y 1687 por el francés Étienne Gravier d'Ortières, donde se muestra la disposición básica del monumento sin un gran nivel de detalle, y se describe como las ruinas de un palacio. Le siguió el antropólogo británico Richard Pococke en 1740, quien, aunque describió las esculturas de las columnas, el diseñador que realizó los dibujos basándose en sus descripciones representó el monumento sin las esculturas, además de situarlo en un espacio ficticio que no se correspondía con la realidad.
El monumento también aparece supuestamente representado en un mapa antiguo de Salónica no identificado, posiblemente veneciano, en el que todos los monumentos de la ciudad están marcados con descripciones italianas. Allí bajo el título colonne (columnas) aparece con un total de 8 columnas en dos secciones de 3 y 5 respectivamente que se unen formando un ángulo, el monumento tal y como era originalmente si alguna otra parte de ellas no hubiera sido destruida incluso antes.

### Stuart y Revett
La descripción más detallada del edificio, acompañada de grabados, fue realizada en 1754 por los clasicistas británicos James Stuart y Nicholas Revett, enviados por la Society of Dilettanti,  El monumento se describe como una columnata corintia acompañada de estatuas en la parte superior. En una de estas imágenes, donde se representa el edificio en su totalidad, puede verse la inscripción de la epístola Ν[-]ΓΕΓΕΝΗΜΕΝΟΝ[-]ΥΠΟ ("se hizo bajo"), que posiblemente menciona el nombre del patrocinador de la obra o del señor local de la ciudad. La parte con la inscripción, sin embargo, ya no se conservaba durante el periodo de la representación, pero significa que el pórtico de Las Incantadas era considerablemente más grande por ambos lados. Una parte importante del edificio estaba bajo tierra, y su altura real era considerablemente mayor. Realizando una excavación parcial, determinaron que la altura total del edificio era de 12,70 metros.
Al comparar los grabados con la única fotografía conservada de las esculturas mientras aún estaban en la ciudad, queda claro que Stuart y Revett representaron incorrectamente la disposición de los pilares; en sus obras presentan el orden de los relieves del lado oriental (Lado 1) de izquierda a derecha como Nike-Aura-Dioscuros-Ganimedes. Sin embargo, en la foto es evidente que en realidad el orden era al revés, con Ganimedes en el extremo izquierdo y Nike en el extremo derecho (por lo que técnicamente Ganimedes-Leda es el primer pilar, no el cuarto). A su vez, eso significa que el orden de izquierda a derecha de los relieves del lado occidental era Ménade-Dioniso-Ariadna-Leda.
En sus escritos también transmitieron la tradición popular de los habitantes griegos, según la cual el monumento formaba parte de un pórtico que comunicaba con el palacio de Alejandro Magno. Cuando el rey de Tracia visitó una vez la ciudad, su esposa se enamoró de Alejandro y se conocieron en secreto a través de este pórtico. En cuanto el rey se enteró, mandó hechizar el edificio para que todo aquel que pasara por allí quedara petrificado. Así que la esposa del rey con su ayudante quedaron petrificadas y se convirtieron en estatuas, y lo mismo hizo el rey con su mago que había ido a ver si habían atrapado a las brujas, mientras que Alejandro no apareció esa noche ya que según la historia había sido advertido por su tutor Aristóteles.

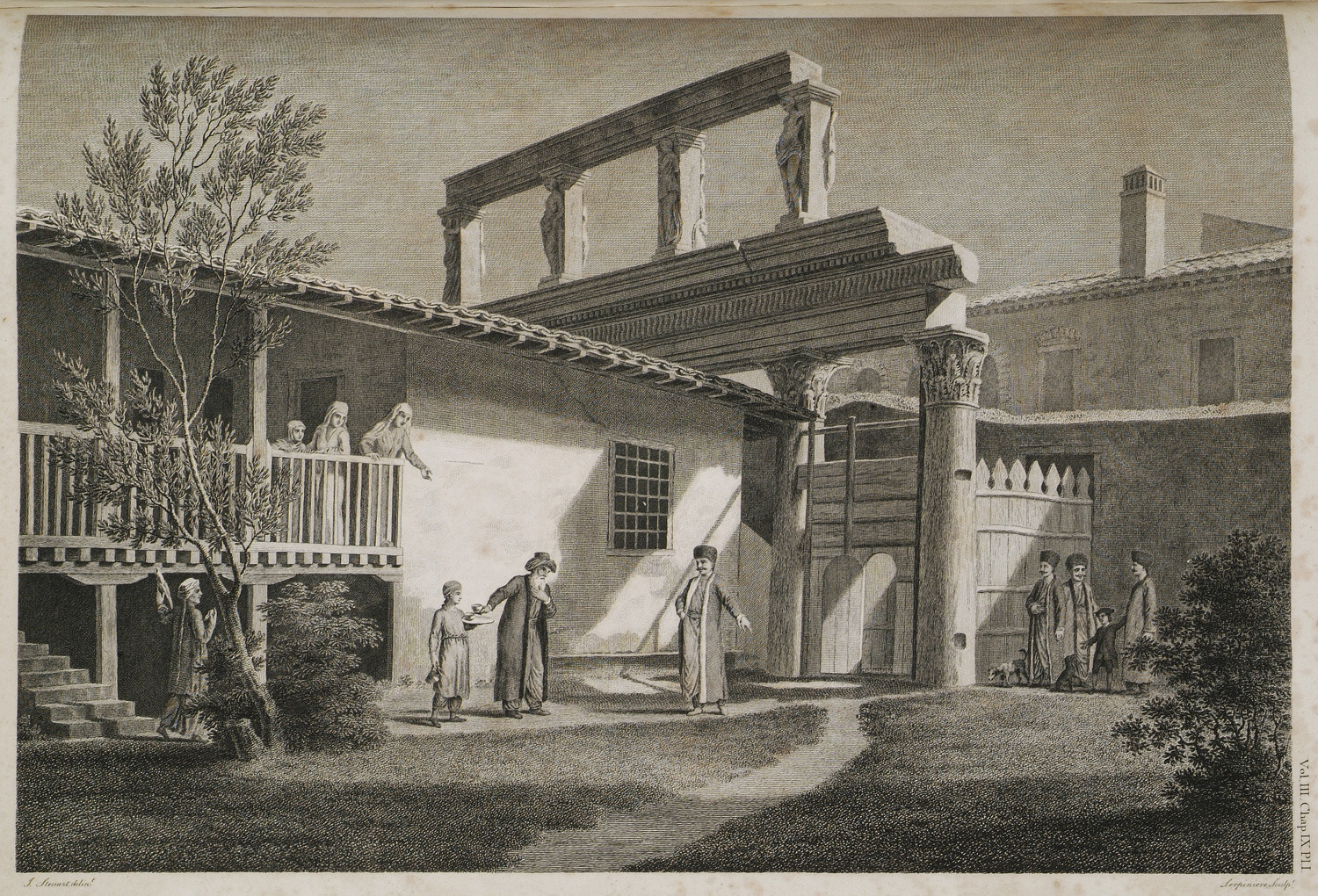
Representación del edificio.
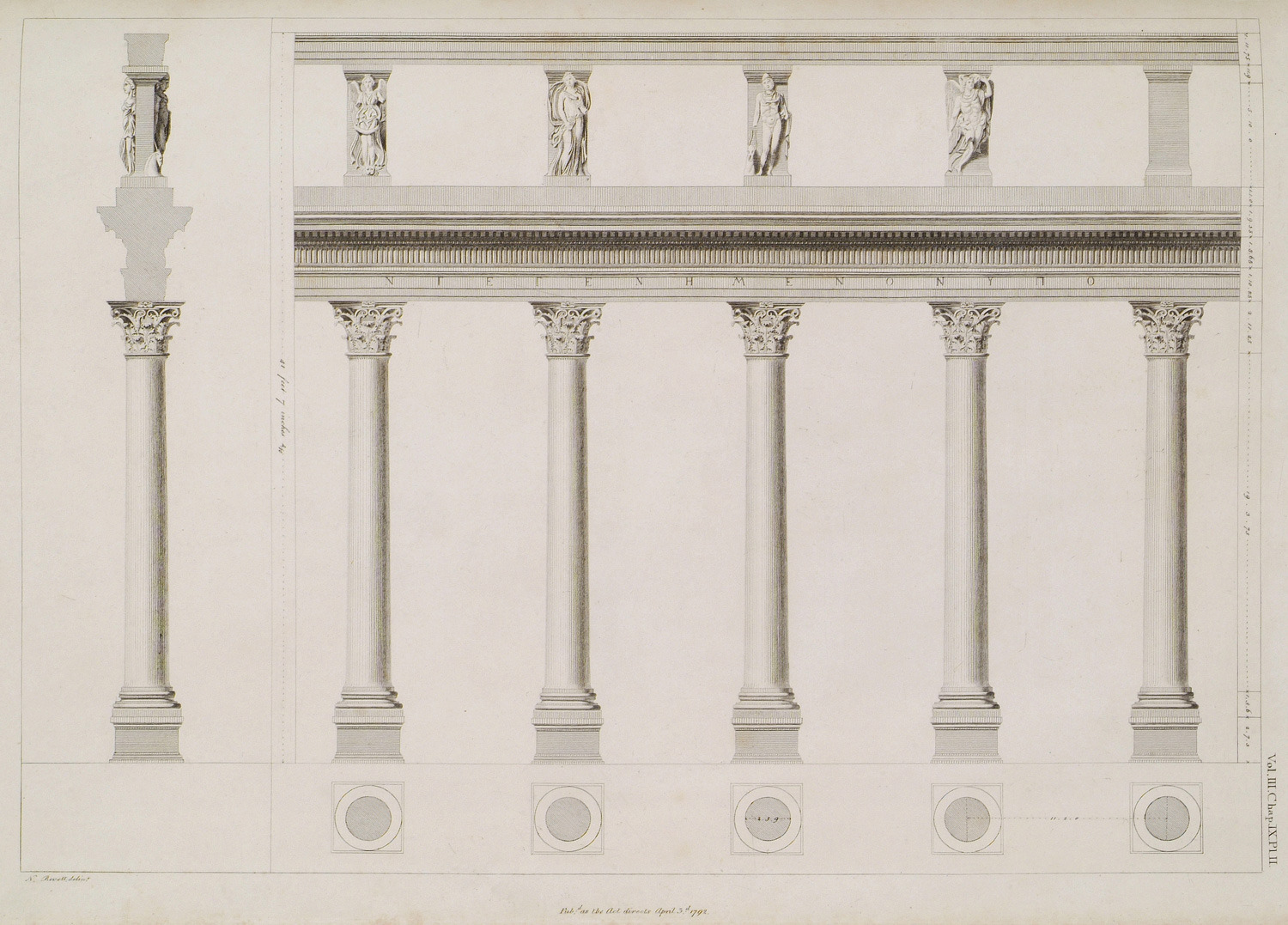
Reconstrucción.
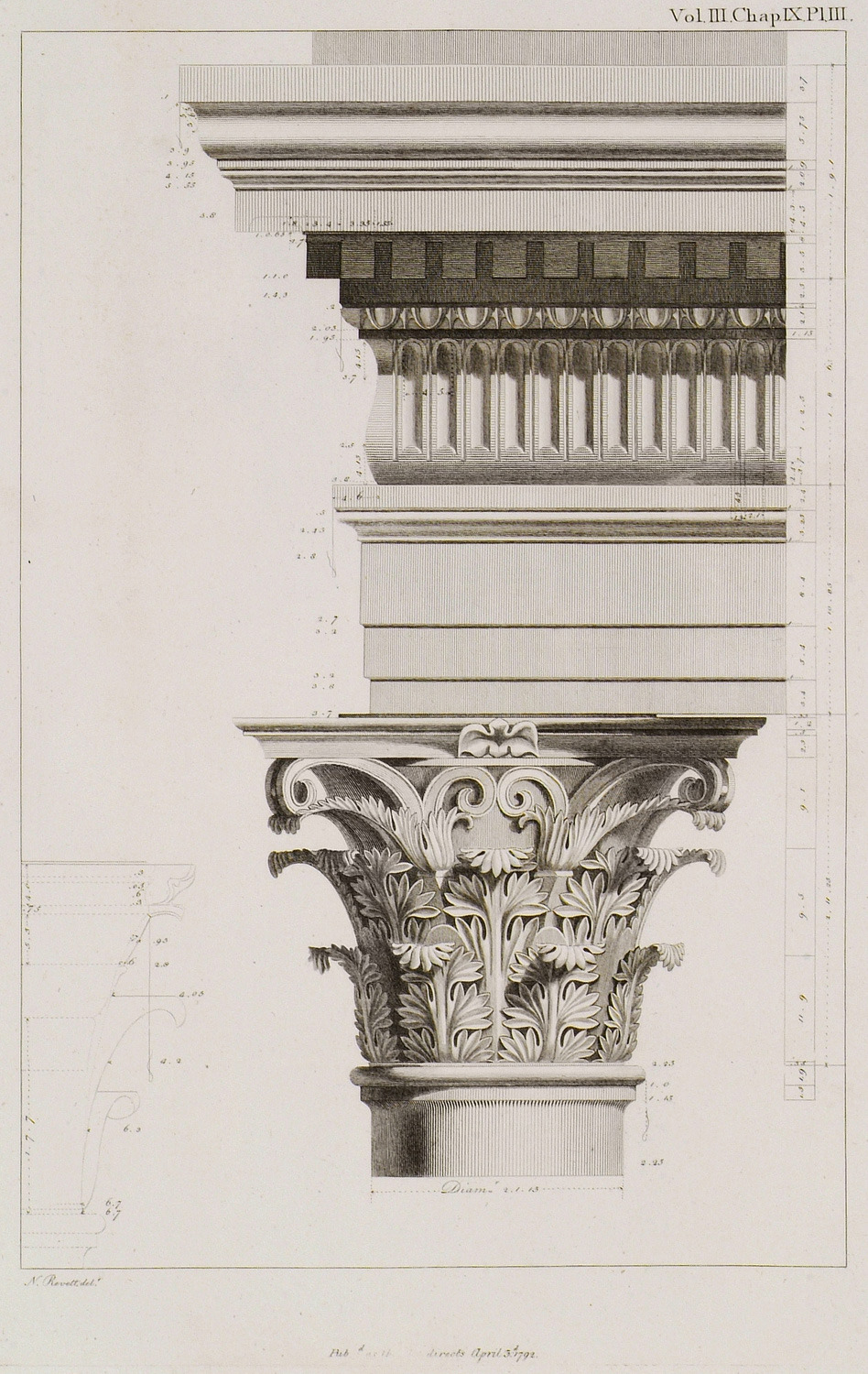
Detalle de las columnas.
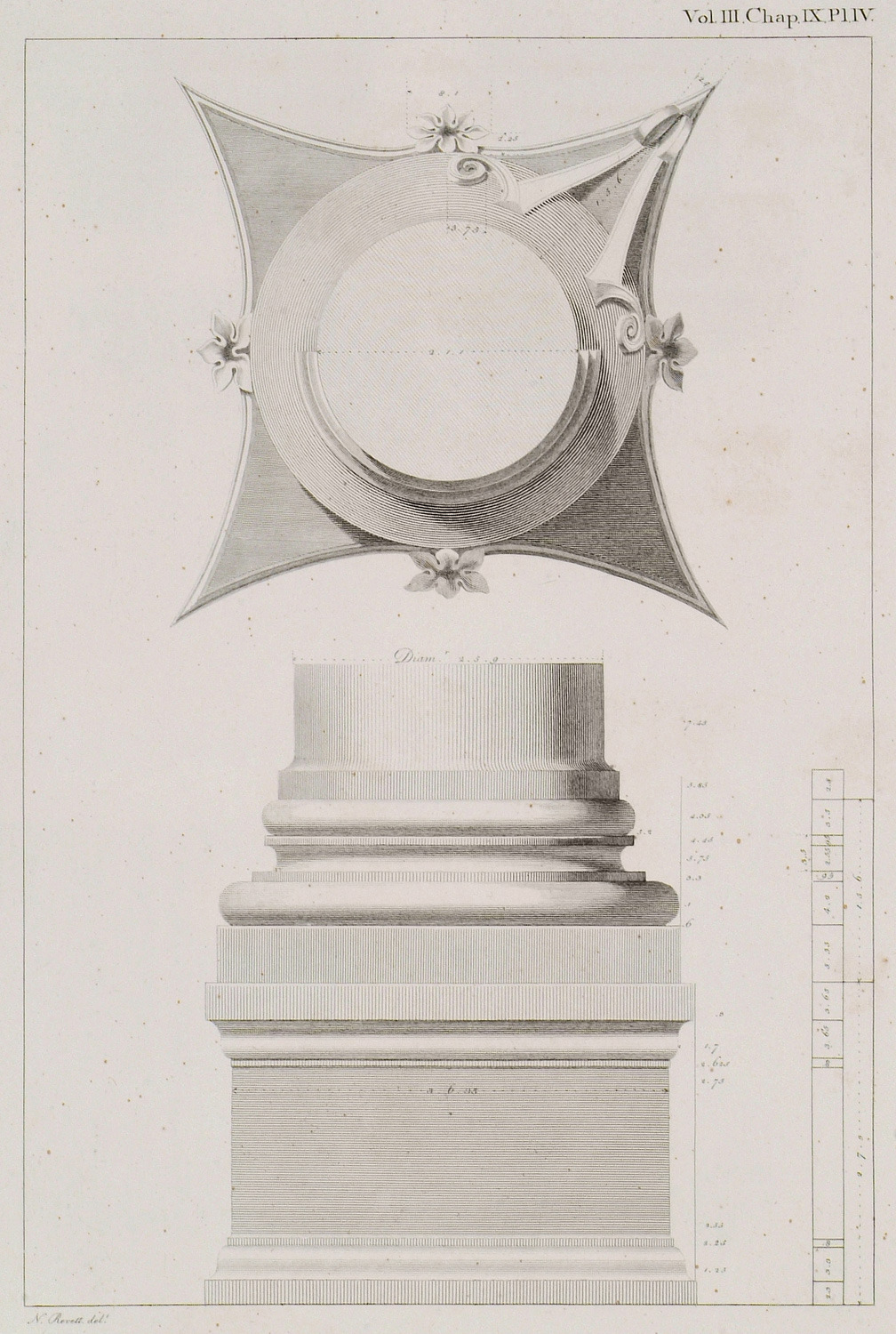
Detalle de la basa.

### Finales delsigloXVIIIalsigloXX
Louis-François-Sébastien Fauvel también realizó grabados en 1782, que publicó en 1831 el arqueólogo francés Esprit-Marie Cousinéry, con un dibujo bastante similar al de la casa de Stuart y Revett desde el mismo ángulo. En 1800, el cónsul francés Félix de Beaujour llevó a cabo excavaciones en torno al edificio y determinó que su altura total era de 12,5 metros, con una longitud de columnas de 1,98 m (incluidas las basas) por encima del suelo y 5,49 m por debajo. Beaujour solicitó llevarse el cuarto pilar, que era el mejor conservado, pero su oferta fue declinada por el bajá local.
Edificios similares existieron en varias ciudades que formaron parte del Imperio romano. A principios del siglo XX, el arqueólogo francés Paul Perdrizet, que examinó las esculturas tras su traslado al museo del Louvre, sacó a relucir los Piliers de Tutelle de la ciudad Burdeos en Francia, que presenta varias similitudes pero ya no se conservan, pues fueron demolidos en 1677.

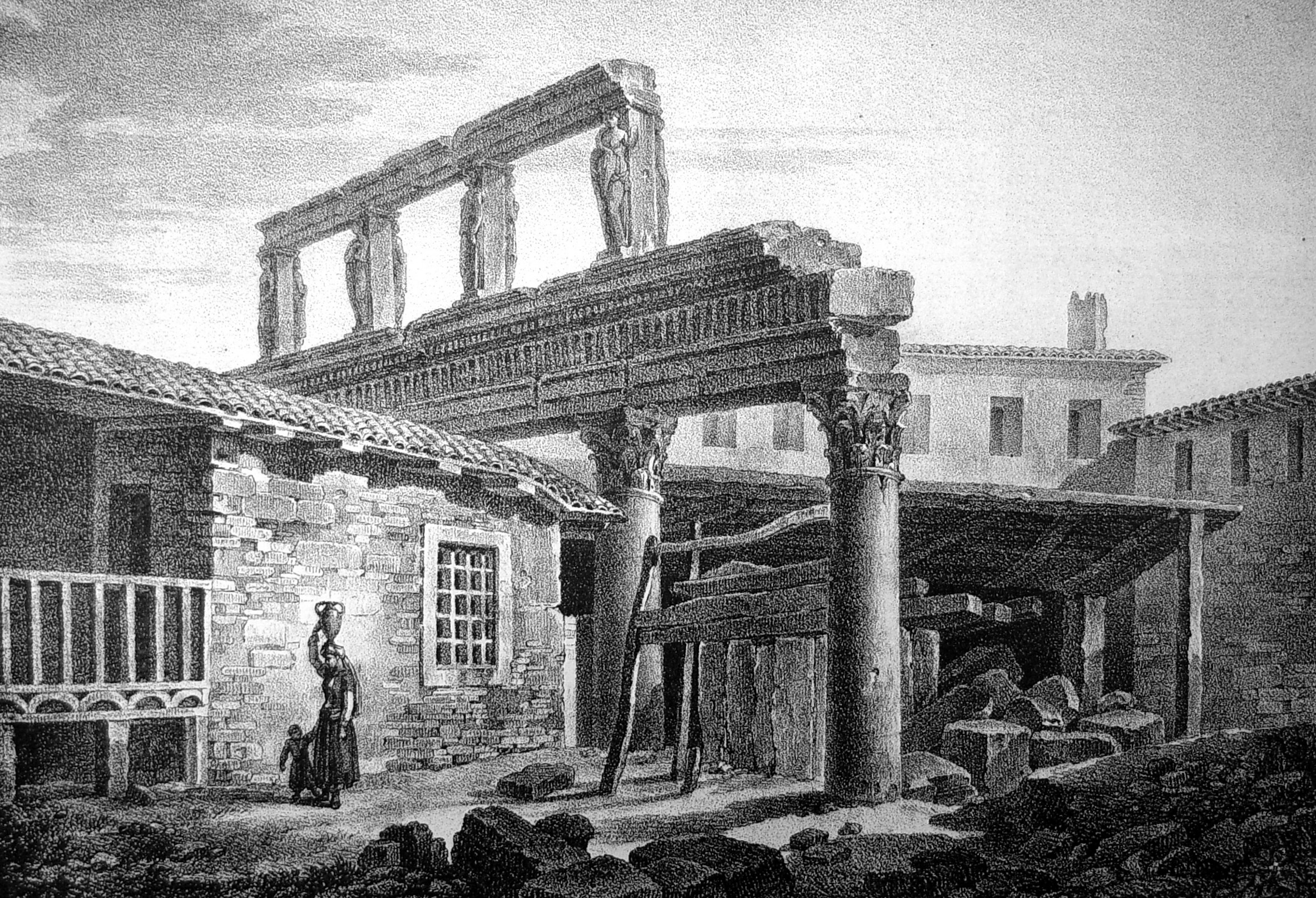
Fauvel 1782, publicado en 1831.
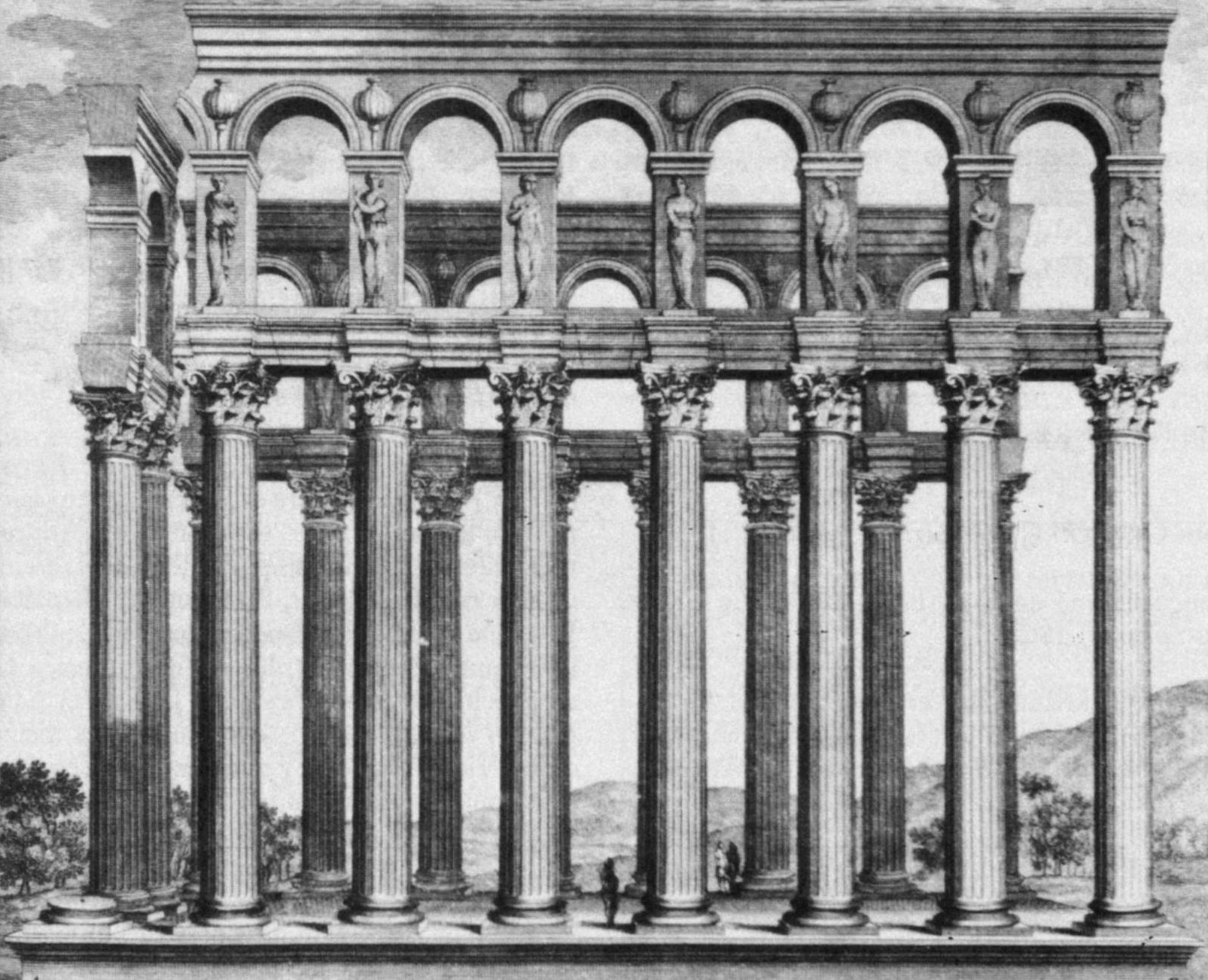
Piliers de Tutelle en Burdeos, demolidos en 1677.

## Remoción
Emmanuel Miller era un paleólogo francés que fue enviado en misión por Napoleón III para adquirir antigüedades de otros países fuera de Francia. Le acompañaba el pintor y fotógrafo Pierre-Désiré Guillemet. El propio Miller describió su viaje en un diario que escribió,

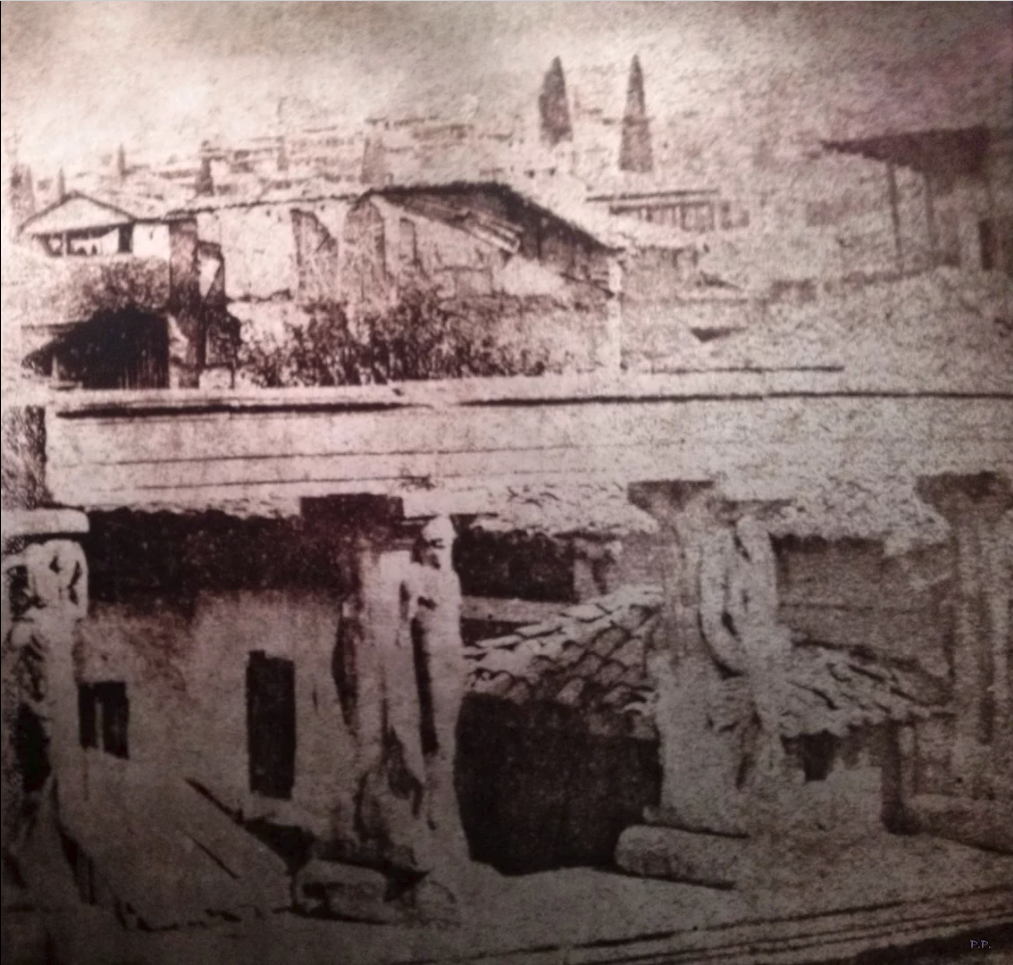
La única foto conocida de La Incantadas, 1864.

Llegó a Salónica el 30 de octubre de 1864, a bordo de un buque de guerra francés, y no encalló en el puerto de la ciudad, sino en otro lugar, por consejo del cónsul francés, para que el traslado de las antigüedades pasara lo más desapercibido posible para el gran público. Miller se enteró entonces por el embajador francés de que había llegado un mensaje de Francia pidiéndole que expropiara no sólo las estatuas, sino todo el monumento, estatuas, columnas, metopas, etc. Esto resultó imposible ya que el peso habría sido enorme, pues no disponía del equipo necesario pero tampoco el barco podía soportar semejante peso. La noticia de la remoción del monumento se difundió y causó un alboroto entre la población de Salónica. Miller escribió que no entendía por qué reaccionaban así, ya que los jenízaros tenían la afición de disparar a las estatuas por diversión, y el propietario judío de la casa contigua al monumento rompía ocasionalmente trozos y los vendía a los turistas.
Poco antes de que comenzara el traslado, Guillemet tomó una fotografía del monumento desde un edificio vecino, que es la única fotografía conocida que se conserva de la ubicación original de Las Incantadas. Al mismo tiempo, se había sabido que iban a ser retiradas, y se produjo una protesta de los habitantes de la ciudad (turcos, judíos y griegos) y pequeños incidentes. El 1 de noviembre, Miller inició los trabajos de retirada, acordonó la zona y contó con la ayuda de la policía turca, que mantuvo a raya a la multitud, mientras que en los días siguientes arrojaba agua a la multitud para evitar que se congregara.
Así que primero se retiró la losa que estaba sobre las estatuas y luego las estatuas mismas. Una de ellas, la de la diosa Nike, cayó al suelo al escapar del torno y en su caída se rompió una pequeña parte que no estaba en el lado de la escultura. El 12 de noviembre se completó la retirada de las estatuas y se inició su transporte, junto con los arcos y pilares, con los carros de bueyes que habían contado con la ayuda del pachá turco.
Miller, que había deseado trasladar todo el monumento y erigirlo en Francia, no pudo hacerlo debido a la insuficiencia de herramientas y barcos; lamentó haber destruido toda la columnata cuando quedó claro que no podría trasladarla también y que solo podría llevarse los cuatro pilares y los capiteles de las cinco columnas. Escribió que demolerla entera solo por las esculturas no era mejor que vandalismo u obra de bárbaros. Miller, al no ser arqueólogo, no hizo ningún estudio topográfico ni otras anotaciones sobre la ubicación del monumento. Cuando se entregaron al Louvre, no se adjuntó ningún inventario de los hallazgos, y las piezas se mezclaron con otras tomadas de Tasos.

## Las esculturas

### Datación
La datación del monumento se basó en el examen de las esculturas del Louvre y en el estudio de las representaciones de los viajeros. Se han propuesto varias épocas, desde mediados del siglo II hasta finales del III, con consenso en el siglo II. Inicialmente se sugirió que el monumento era del periodo de Diocleciano (finales del III a principios del IV), ya que muestra algunas similitudes arquitectónicas con el Palacio de Diocleciano, cerca de la antigua Salona. Sin embargo, existía el contraargumento de que hay diferencias en las dimensiones de los capiteles y, al mismo tiempo, en cuanto a las representaciones de las esculturas, especialmente las de Aura y Dioniso, que indican que las estatuas no pueden pertenecer a períodos posteriores en los que el arte ya había empezado a cambiar, lo cual, sin embargo, no es absoluto. El principal argumento para datarla en el siglo II se centra en el hecho de que los capiteles de estilo corintio muestran muchas similitudes con los hallados en dos pequeños templos de dicho siglo en el mercado de Filipos, así como con otros hallazgos arquitectónicos de la misma época en la fachada de los Cautivos de Corinto, y el Odeón de Agripa de Atenas. Basándose en estos detalles, el estilo del monumento y las esculturas están influenciados por el arte helenístico, mientras que la obra en sí parece ser un ejemplo típico de la arquitectura griega local de Salónica.

### Las figuras mitológicas
Las divinidades y los mortales representados en el pórtico están esculpidos en altorrelieve, y son ocho en total, dispuestos en parejas de dos por cada uno de los cuatro pilares. Las figuras son Dioniso, dios del vino; Ariadna, su esposa y princesa de Creta; Aura, diosa de la brisa asociada al mito báquico; una ménade, seguidora femenina de Dioniso; Leda, reina de Esparta; Ganimedes, copero de los dioses; Nike, diosa de la victoria; y, por último, uno de los Dioscuros, los hijos gemelos de Leda. Están emparejados de la siguiente manera: Leda con Ganimedes (dos mortales seducidos por Zeus en forma de animal), Nike con la ménade (compañeras íntimas de una deidad concreta, Atenea y Dioniso respectivamente), Ariadna con el Dioscuro (semidioses que acabaron ascendiendo a la divinidad) y Dioniso con Aura (en algunas versiones, Aura es la madre de Yaco con Dioniso).
Los cuatro pilares miden 206 cm de altura y 75 cm de anchura y profundidad, y pesan algo más de dos toneladas, a excepción del cuarto pilar (Ganimedes-Leda), que pesa 1960 kg.

#### Pilar 1 (Nike-Ménade)
El primer pilar representa a la diosa de la victoria, Nike, en el lado 1, y a una ménade en el lado 2. La Nike alada aparece de frente, con la mirada al frente y el pelo recogido en un elegante peinado (llamado "nudo de Apolo"). Lleva un quitón que le llega hasta los tobillos y que se sujeta a la altura del pecho con una cinta algo larga; los pliegues se forman alrededor de su cintura en dirección ascendente, casi como si el aire hinchara la suave tela. A continuación, el drapeado se adhiere a sus piernas, que se elevan mucho, de modo que casi parece que esté mojado, mientras que a izquierda y derecha el resto del quitón está esculpido en bajorrelieve, creando muchos pliegues. El escultor utilizó estos trucos para indicar tanto el vuelo (los pliegues de la cintura) como el eventual aterrizaje de la diosa (los pliegues alrededor de las piernas). Sus pies se apoyaban en un objeto desconocido, tal vez circular, que fue desechado hace tiempo; Stuart y Revett lo restituyeron en su grabado como una cabeza de león alada. A la altura de las rodillas se conservan los restos de lo que fue una guirnalda llena de flores u hojas que la diosa sostenía sin duda con sus manos y brazos perdidos; solo sus hombros permanecen intactos. La figura de Nike se ha identificado ocasionalmente con Cibeles, una diosa madre anatolia, o incluso con Hermes.

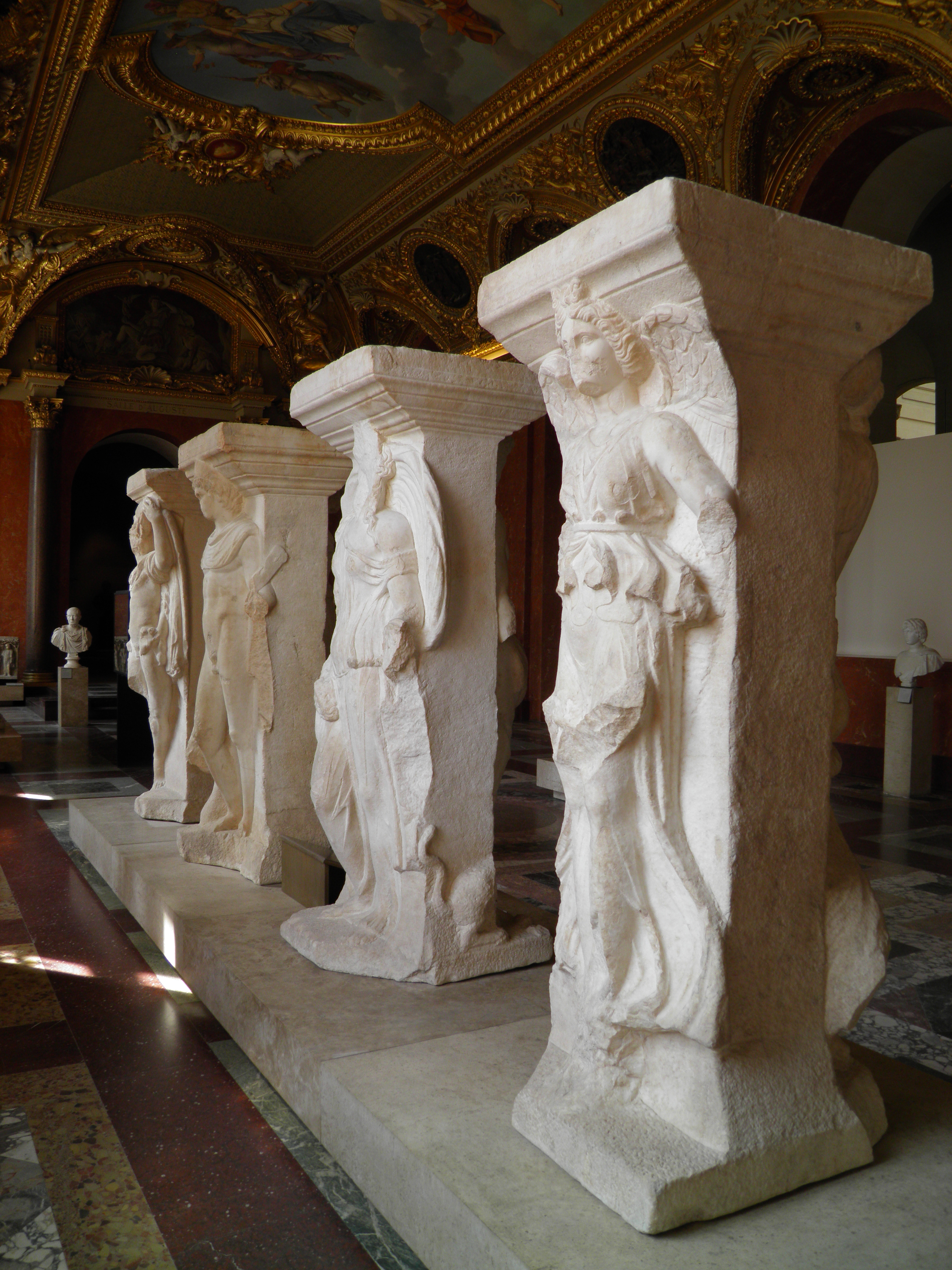
Las Incantadas en el Louvre.

En el otro lado se encuentra la figura de la ménade. Las ménades eran seguidoras de Dioniso. De los ocho relieves, solo la mujer extática está representada de perfil. Lleva el pelo abundantemente peinado y le cae en mechones sobre la espalda y los hombros; tiene la cabeza ligeramente levantada e inclinada hacia atrás para mostrar que está poseída por la locura báquica. Toca una flauta doble que ya se había roto cuando Stuart y Revett visitaron la ciudad; en su grabado, hacen que la ménade toque en su lugar una trompeta de un solo tubo. La Ménade está semidesnuda, ligeramente cubierta con un delgado himatión (una especie de manto) que deja al descubierto la mayor parte del torso y los muslos, y va descalza. Las sutiles ondulaciones de su drapeado y la posición de sus pies y dedos dan la impresión de que la mujer se mueve hacia la derecha. No se conservan la flauta doble, la mayor parte del brazo derecho ni partes del paño. Prokesch von Osten identificó originalmente esta figura con Feme, la diosa griega de la fama (Fama romana).

#### Pilar 2 (Aura-Dioniso)
Al igual que Nike, Aura, diosa menor de la brisa, está representada de frente en el lado 1 del segundo pilar. Su movimiento se ha descrito como una "marcha lenta", ya que dobla y levanta ligeramente la pierna derecha del suelo, mientras apoya todo su peso en la pierna izquierda ("contrapposto"). Tiene la cabeza ligeramente girada hacia la derecha, el pelo elegantemente recogido en un nudo con una cinta, mientras que los mechones caen libremente sobre sus hombros. Lleva un quitón fino, casi transparente, que le abraza el cuerpo como si estuviera mojado, creando profundos y elaborados pliegues por todo el cuerpo. El quitón está sujeto por los hombros, pero el izquierdo se ha descolgado, dejando al descubierto más piel. También lleva un manto ondulante (velificatio), una elección estilística en el arte romano antiguo que se utilizaba para simbolizar el movimiento vigoroso y las deidades celestiales y marinas. El rostro de Aura ha desaparecido por completo (Stuart y Revett lo restauraron en el grabado de 1754, al igual que hicieron con muchos elementos desaparecidos de Las Incantadas), al igual que la mayor parte de su antebrazo derecho, aunque la mano sobrevive, suavemente presionada contra su cadera. El antebrazo izquierdo, también desaparecido, probablemente sujetaba el extremo del manto ondulante. La figura de Aura fue identificada por von Osten como una bacante, mientras que Stuart y Revett vieron en ella a Helena de Troya, habiendo identificado erróneamente la figura masculina junto a ella (el Dioscuro) como Paris. También se propuso una nereida como posible identidad.
El lado 2 representa a Dioniso, dios del vino, la locura y el éxtasis festivo. Aparece como un hermoso joven, de frente, con la cabeza inclinada hacia la derecha, el cabello abundantemente peinado, coronado de uvas y hojas de vid, que le llega en ondas hasta los hombros y el pecho. Apoya su peso en la pierna derecha, mientras que la izquierda está flexionada y relajada. Su brazo izquierdo está apoyado en una parra y sostiene uvas. A la derecha del dios había una pantera (y no un tigre, como dibujaron Stuart y Revett), aunque ahora ha desaparecido la mayor parte. Probablemente, la pantera miraba a su joven amo. El antebrazo derecho de Dioniso está roto un poco por debajo del codo; probablemente sostenía un cántaros en la mano derecha que le falta. También faltan fragmentos de la cara y la mandíbula de Dioniso. El dios aparece semidesnudo; solo lleva una ligera prenda que se ha desprendido a la altura de las caderas, dejando al descubierto sus genitales. Según Guerrini, en Las Incantadas Dioniso tiene muchos elementos en común con la iconografía de Apolo, en particular con la estatua de Apolo a la que el emperador Adriano representa sacrificándose en uno de los relieves de tondos del Arco de Constantino en Roma. Ambos tipos de diseño derivan a su vez de obras helenísticas más antiguas, especialmente el Timarchis Apollo y uno de los complejos del Dionisio borracho con sátiro.

#### Pilar 3 (Dioscuro-Ariadna)
La figura masculina está representada de frente, a cámara lenta, con el peso del cuerpo apoyado en el pie izquierdo, mientras está a punto de levantar el pie derecho del suelo. Está casi completamente desnudo, salvo por una corta clámide que le rodea el cuello y le cae sobre el brazo izquierdo. En la cabeza lleva el característico pilos, el sombrero en forma de medio huevo que lo identifica como uno de los Dioscuros, los hijos gemelos de Leda y hermanos de Helena. Su rostro, aunque conservado, está un poco dañado, y le faltan ambos brazos a la altura del codo (se conserva el codo izquierdo). Probablemente sujetaba una espada corta con la mano izquierda, que se ha perdido, pero aún se aprecian restos de un  un ceñidor. Su mano derecha habría sujetado la brida del caballo con cuernos de toro que se alza a su derecha. La presencia del caballo hizo que Stuart y Revett identificaran al hombre con el héroe Télefo, mientras que Clarke y Gottling eligieron a Paris, ya que confundieron su pilos con un gorro frigio, una característica recurrente de la representación de Paris en el arte griego y romano antiguo. Pococke y Froehner lo reconocieron como Hermes, dios pastor, era también el dios que conducía las almas al Inframundo, lo que llevó a Froehner a sugerir que Las Incantadas formaban parte de un complejo de mausoleos o de algún otro edificio funerario.
Al otro lado del pilar se encuentra Ariadna, princesa de Creta. Ariadna también está de frente, aunque algo inclinada hacia la derecha, y camina a cámara lenta, como el Dioscuro y Aura; su pie derecho está a punto de levantarse del suelo, mientras que la pierna izquierda soporta todo su peso. Su cabeza está girada hacia la derecha y adornada con hojas de vid y uvas, como la de Dioniso. Su largo y suelto cabello le llega hasta los hombros y las axilas; su rostro inclinado hacia la derecha, de medio perfil, está lleno de pasión y adoración dirigidas a su marido. Su largo vestido se ata con un cinturón decorado con plantas por debajo del pecho y forma múltiples pliegues cerca de las piernas. Al igual que el relieve de Aura, con el que comparte muchas características, el quitón de Ariadna está prendido en los hombros, pero a la izquierda el quitón se ha desprendido, dejando casi al descubierto sus pechos. Ariadna de Las Incantadas no tiene un tipo escultórico claro, ni hay un diseño original obvio que pueda ser copiado para ella. Prokesch von Osten confundió a Ariadna con una bacante.

#### Pilar 4 (Ganimedes-Leda)
El cuarto pilar se considera generalmente el mejor conservado. El lado 1 representa sin duda la violación del príncipe troyano Ganimedes por Zeus, que se transforma en águila. Salvo por su cabeza que se cuela por detrás del hombro del muchacho, el águila está esculpida en bajo relieve detrás de Ganimedes, con las alas desplegadas, sus garras agarrando firmemente al joven por las caderas y levantándolo del suelo; el movimiento de vuelo se consigue con los dedos de los pies de Ganimedes, que apenas tocan la base del pilar. Ganímedes está casi completamente desnudo, solo lleva un gorro frigio y una clámide enrollada al cuello y dejada caer en su brazo izquierdo. Está acariciando al águila con la mano y mirándola amorosamente, y el águila, a su vez, dirige a su presa una mirada feroz; es una escena muy erótica. El tipo estatuario en el que se basa el complejo Ganimedes-águila de Las Incantadas fue creado durante el siglo IV a. C. en la Antigua Grecia, y continuó utilizándose hasta bien entrado el periodo romano en representaciones del rapto de Ganímedes por Zeus; muchas estatuas romanas de este tipo sobreviven hasta nuestros días.
La octava y última escultura es la de Leda, reina de Esparta, abrazada por el cisne, que en realidad es Zeus disfrazado. Al igual que Dioniso, Leda está más que medio desnuda y ligeramente vestida (o más bien, drapeada) con un fino himatión que no le cubre los pechos, el vientre, los pies y la mayor parte de los brazos. La mayor parte del brazo derecho está roto, pero el hombro y la mano (que sujeta firmemente el cisne) están intactos. El brazo izquierdo y parte del drapeado han desaparecido, pero la forma vaga sigue siendo visible. El rostro ha desaparecido por completo. En su grabado, Stuart y Revett dibujaron el rostro desaparecido como ligeramente girado hacia la derecha, pero los restos de la cabeza de la escultura están claramente de frente y, si acaso, un poco girados hacia la izquierda. El pelo de Leda también está recogido en un "nudo de Apolo", como Nike. Zeus, en forma de cisne, le cubre la mayor parte del torso y apoya la cabeza en su pecho, acariciando los pechos desnudos de Leda. Hay cierta rigidez en el brazo levantado de Leda y en la mano que sujeta al cisne, lo que indica una postura defensiva; la crédula Leda intenta proteger al cisne de una amenaza externa, tal vez un águila, sin ser consciente de lo que está a punto de suceder a continuación; el cisne ya está intentando quitarle su ligera prenda con la pata.

#### Pilar 5
En 1997, durante los trabajos de excavación para un suministro de gas natural en la calle Rogoti, bien al sur del antiguo mercado, se descubrió parte de la cabeza de una escultura, que se ha planteado la hipótesis de que forme parte de un quinto relieve, que se derrumbó durante un terremoto en el siglo VII. Esta suposición se basa en la similitud de la escultura, así como en el hecho de que en las representaciones del monumento cada columna va acompañada de un pilar y una escultura, a excepción de la quinta columna. Ese fragmento se expone actualmente en el Museo Arqueológico de Tesalónica. El fragmento es de una cabeza dañada con un ala al lado, y se ha identificado como Nike, gracias a su identidad con la Nike de la columna que se conserva en el Louvre.

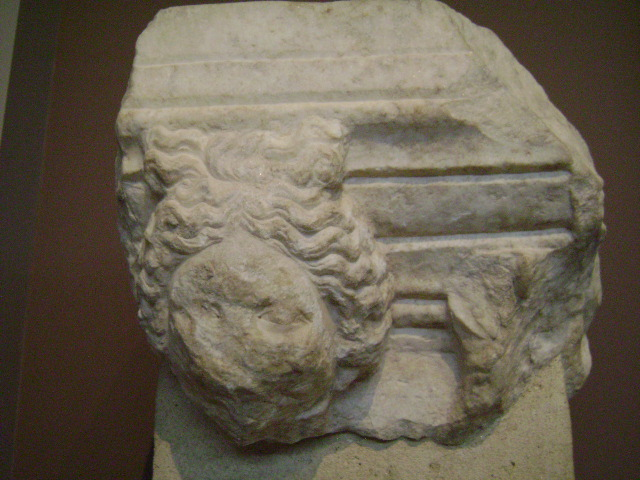
Fragmento del Pilar V, idéntico a la Nike.

Papazoglou ofreció una alternativa a la teoría de la quinta escultura; que el fragmento hallado en 1997 no es un trozo de un quinto pilar perdido, sino la cabeza original de la Nike del pilar que ahora se encuentra en el Louvre. Papazoglou basa su argumento en el relato del propio Miller sobre la retirada; Miller escribe que al retirar el primer pilar (Nike-Ménade) se cayó y se rompió un pequeño trozo, pero insiste en que el relieve de Nike en sí no sufrió ningún daño. Más tarde, ante el temor de que alguien de la multitud enfurecida robara el fragmento, ordenó inmediatamente que lo subieran a bordo del barco. Un soldado turco atacó a uno de los miembros del séquito de Miller, sin darse cuenta de que estaba con él, haciendo que se le cayera la caja que contenía el fragmento. Miller vuelve a insistir en que la pieza de mármol no sufrió daño alguno.
Papazoglou sostiene que el fragmento era en realidad la cabeza de Nike, que nunca llegó a salir de Salónica, y que el pilar fue restaurado posteriormente en Francia para que Miller pudiera ocultar que había perdido un trozo de Las Incantadas mientras las transportaba. Además, Papazoglou expresó sus dudas de que el monumento tuviera dos relieves de la misma deidad y el mismo diseño. Sin embargo, se muestra favorable a la idea de que el pórtico original estuviera formado por más de cuatro pilares. Por otro lado, Asterios Lioutas sostiene que es perfectamente plausible que el pórtico tuviera dos Nikes, dado que tiene dos representaciones de Zeus (transformado), una como águila y otra como cisne, en lados opuestos del mismo pilar. De acuerdo con la colocación de las esculturas de Zeus, las dos esculturas de Nike habrían estado en lados opuestos del pórtico; como la Nike superviviente está en el lado 1 con Ganimedes, Aura y el Dioscuro, el fragmento del Pilar V habría estado en el lado 2 con la Ménade, Dioniso, Ariadna y Leda. En cuanto a quién era la figura del otro lado del pilar, la décima escultura, totalmente perdida, Lioutas especula que podría haber sido otra ménade o tal vez un sátiro.
|        |                        | Pilar 1 | Pilar 2 | Pilar 3   | Pilar 4   |
| ------ | ---------------------- | ------- | ------- | --------- | --------- |
| Lado 1 | Figura                 | Nike    | Aura    | Dioscuros | Ganimedes |
| Lado 1 | Grabado (1754)         |         |         |           |           |
| Lado 1 | Escultura en el Louvre |         |         |           |           |
|        |                        |         |         |           |           |
| Lado 2 | Figura                 | Ménade  | Dioniso | Ariadna   | Leda      |
| Lado 2 | Grabado (1754)         |         |         |           |           |
| Lado 2 | Escultura en el Louvre |         |         |           |           |

## Hoy en día
El mismo año en que se descubrió el Pilar V con el fragmento de la Nike en la calle Rogoti, con motivo del año de Salónica como Capital Europea de la Cultura, el ayuntamiento de Salónica solicitó al Louvre y al gobierno francés la devolución de las cuatro esculturas a la ciudad, pero la petición no prosperó y Las Incantadas no fueron devueltas. Así pues, el fragmento de la Pilar V sigue siendo la única parte de Las Incantadas que aún reside en la ciudad a día de hoy. El museo arqueológico de la ciudad expone el fragmento junto a grandes copias de los grabados de Stuart & Revett de los otros cuatro pilares.
En 2015, gracias a la financiación de la organización de la Feria Internacional de Salónica y a la participación de otros organismos locales de Grecia fue posible construir copias fieles de las esculturas del Louvre, cuyo coste final ascendió a 150 000 euros. Se expusieron en el 80.º TIF y luego las copias se trasladaron en 2015 al Museo Arqueológico de Salónica, donde están desde entonces en exposición permanente..

Los moldes en el Museo Arqueológico
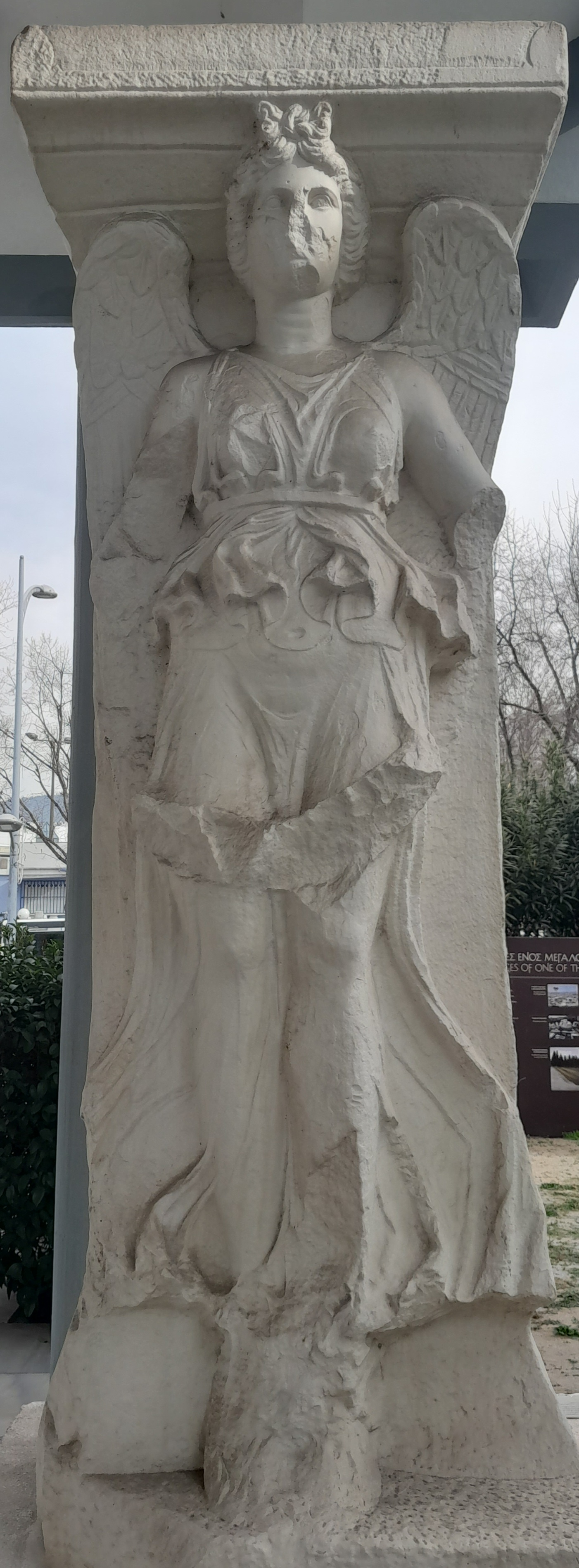
Nike
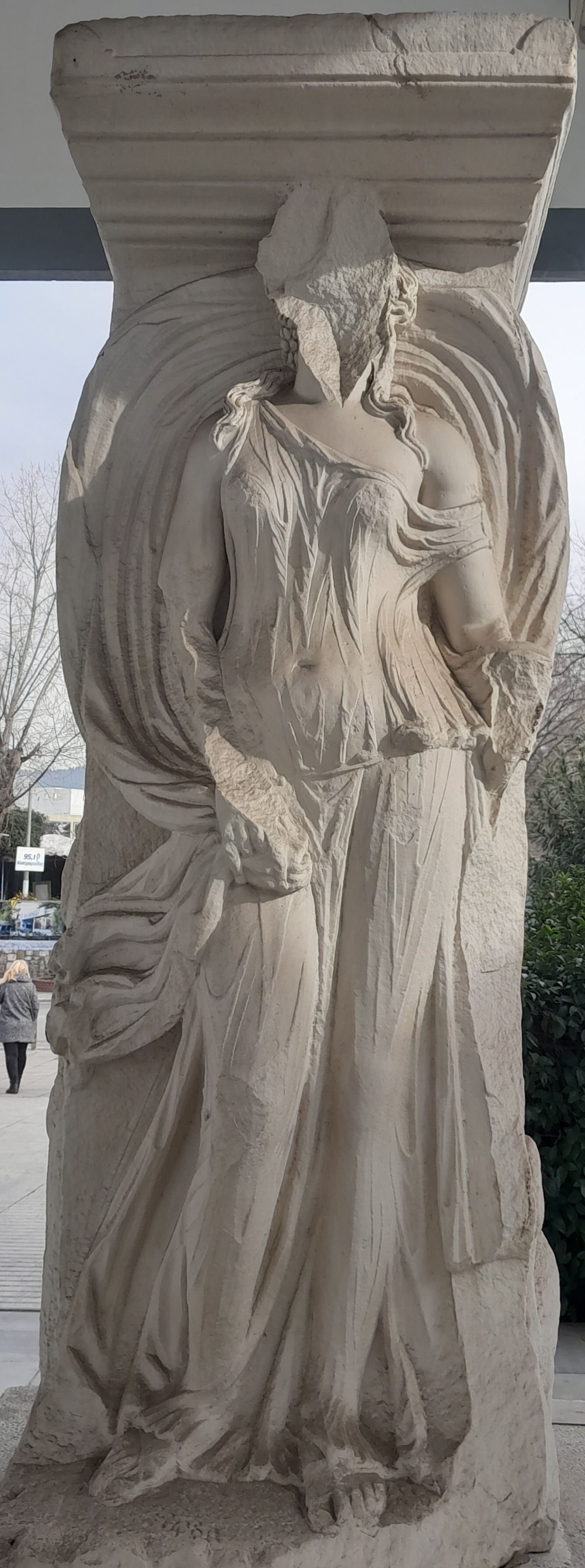
Aura
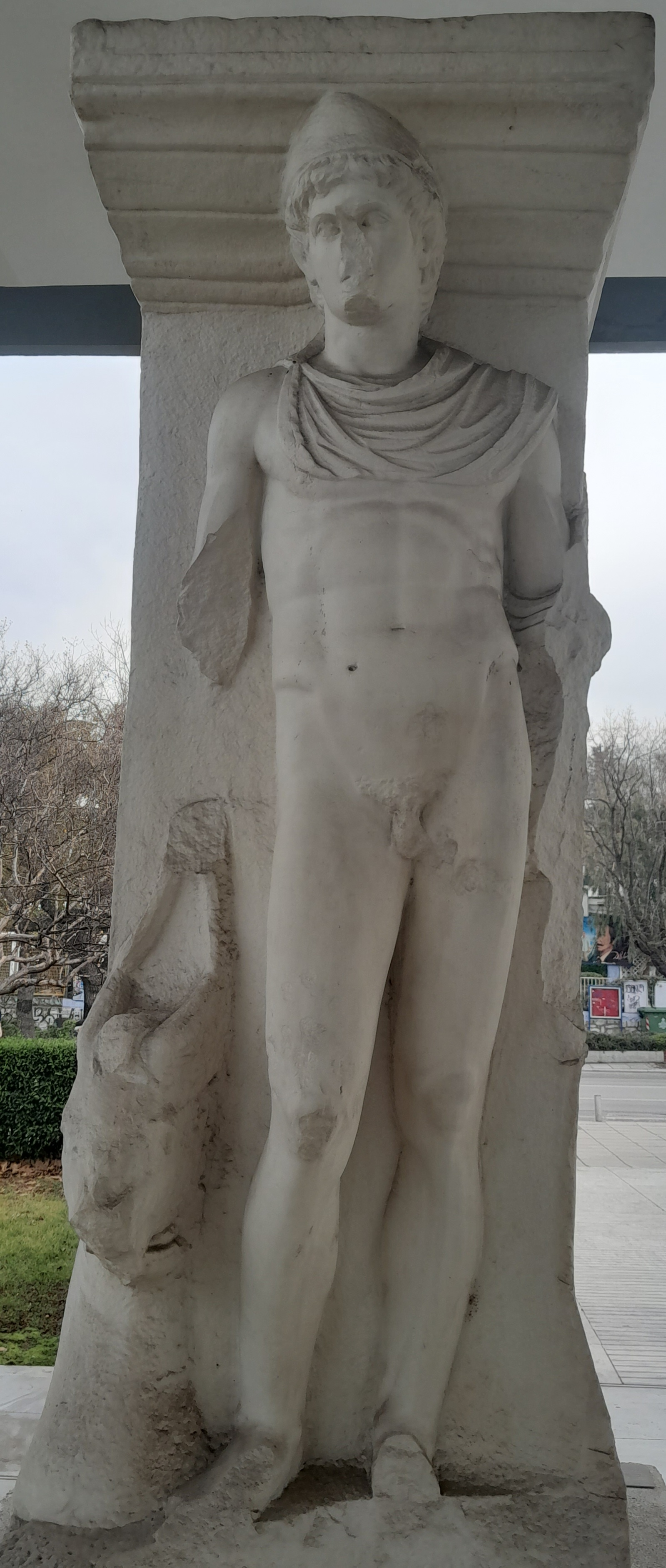
Dioscuro
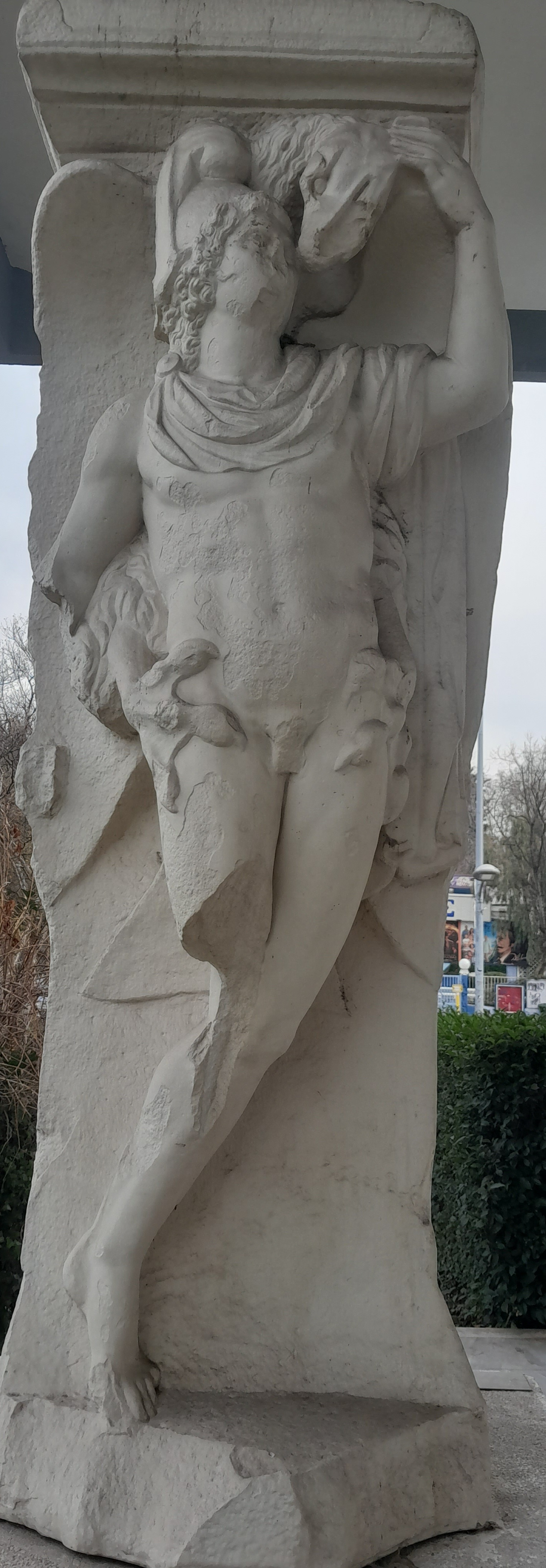
Ganimedes
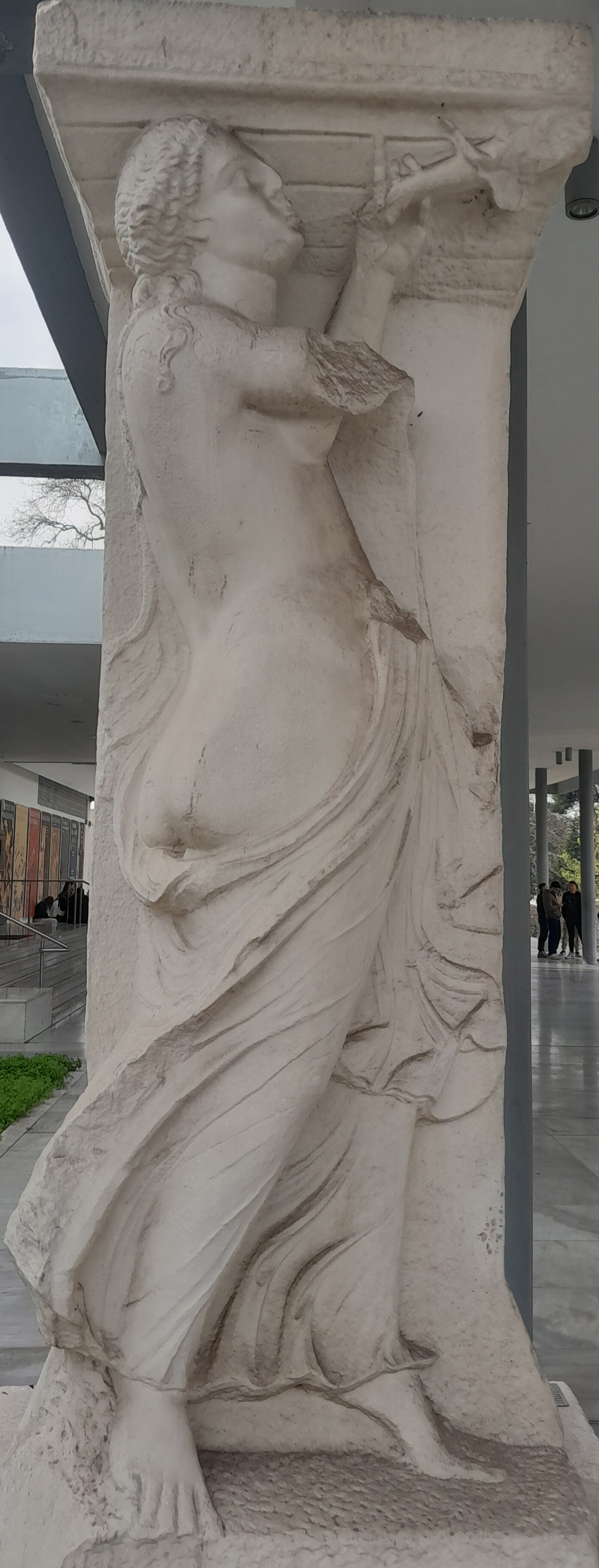
Ménade
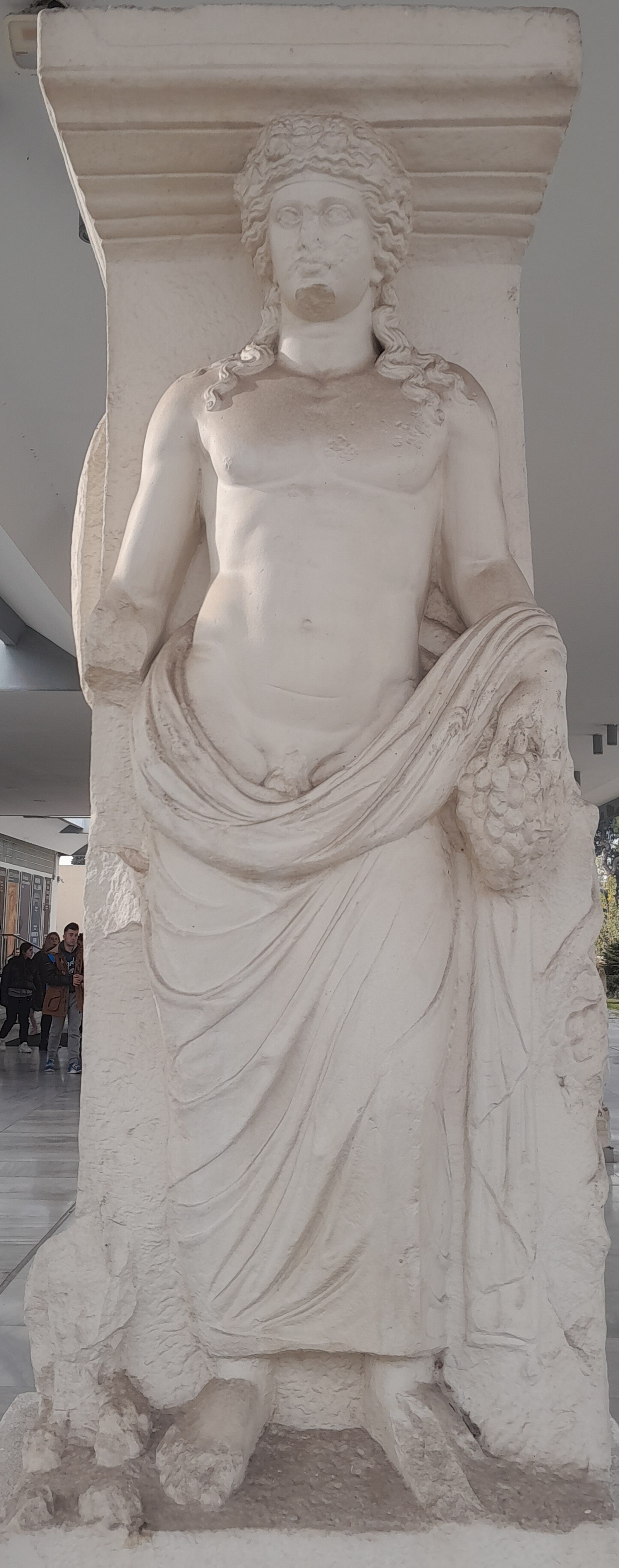
Dioniso
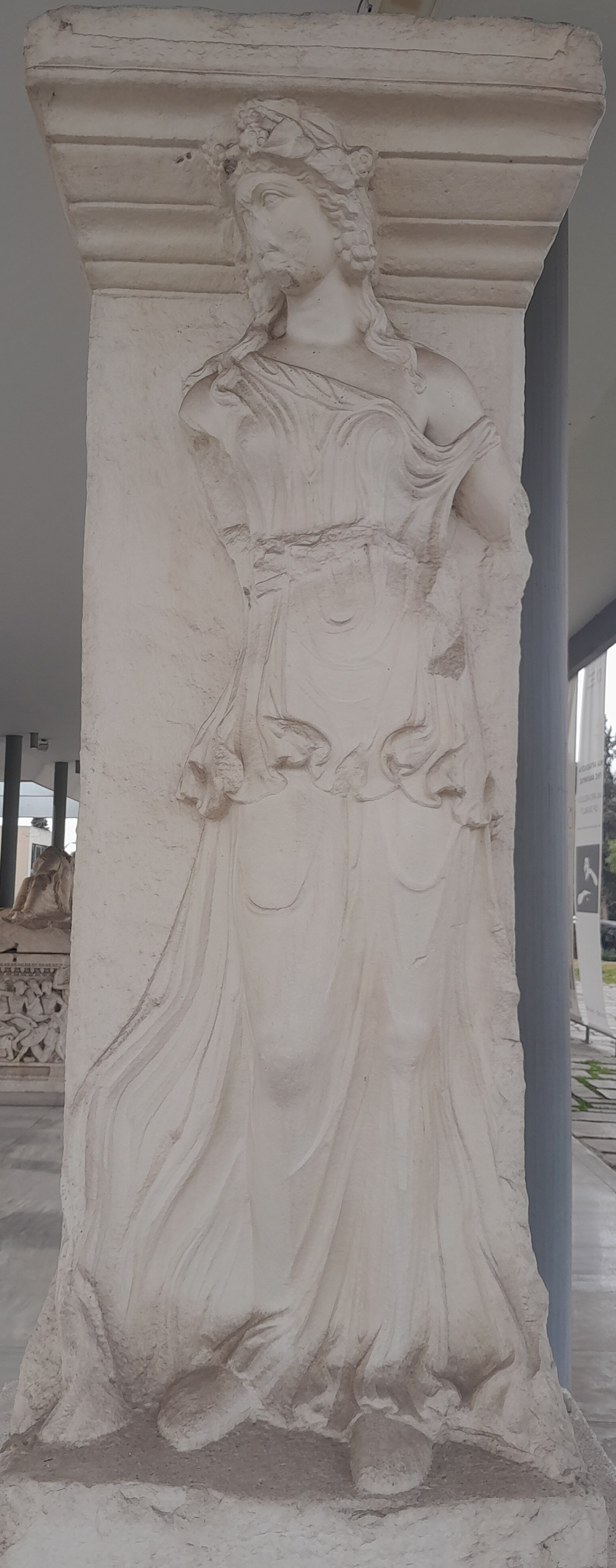
Ariadna
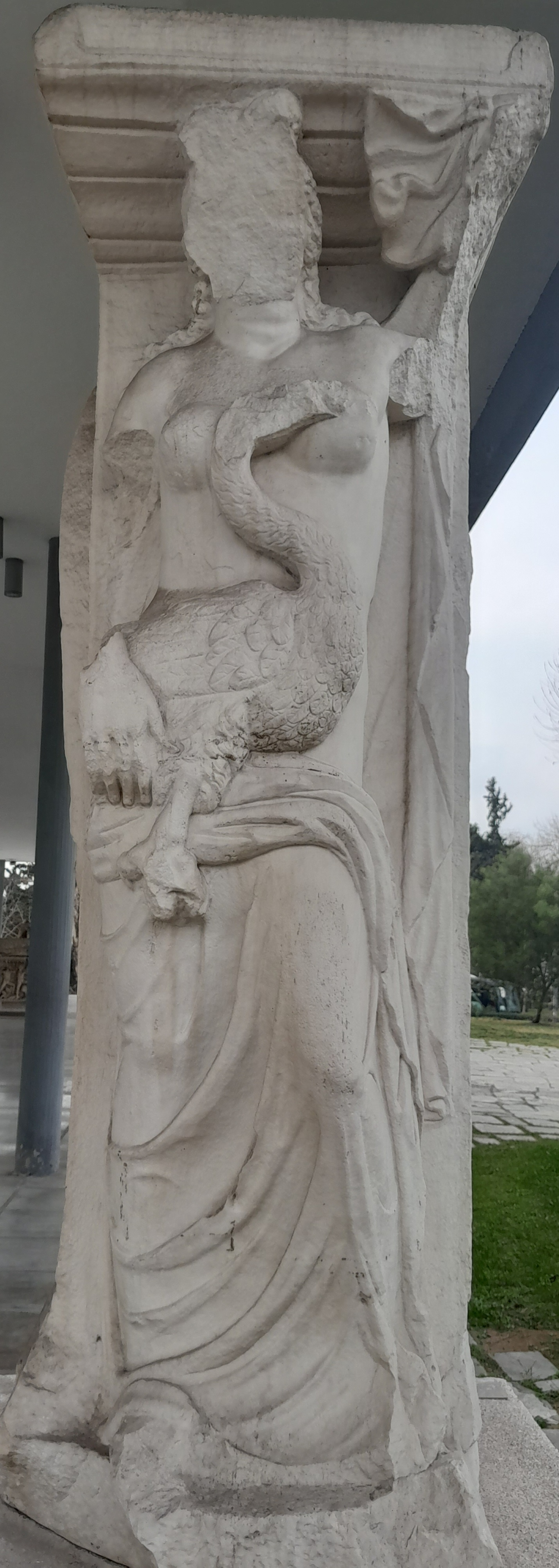
Leda